# Maine Ridge
Maine Ridge är en bergstopp i Antarktis. Den ligger i Östantarktis. Nya Zeeland gör anspråk på området. Toppen på Maine Ridge är 2 494 meter över havet.
Terrängen runt Maine Ridge är huvudsakligen kuperad, men åt nordväst är den bergig. Trakten är obefolkad. Det finns inga samhällen i närheten. 